# Catalina Rodríguez Martínez de Tardiña

## Catalina Rodríguez Martínez de Tardiña
Catalina Rodríguez Martínez de Tardiña (Pipían, Madruga, La Habana, 1835 – Villaclara, Cuba, 1894), poetisa e dramaturga cubana, também conhecida como Catalina Rodríguez e Catalina Rodríguez de Morales.

### Biografia
Nasceu em uma família rica, seu pai era médico, teve a oportunidade de estudar, o que lhe permitiu cultivar sua paixão pela criação literária, interesse que manifestou desde cedo.
Aos 15 anos mudou-se com a família para Havana, e posteriormente para Matanzas, onde aprofundou seus estudos, entrou em contato com os principais círculos literários cubanos e ficou conhecida como poetisa. Seus escritos foram publicados em diversas revistas e jornais cubanos como La Ilustración cubana, Cuba e América, o que lhe rendeu certo reconhecimento literário. Seu talento como escritora, o “domínio de métricas, bem como um uso primoroso da linguagem” (Gómez, 2001, p. 274) a tornou uma das figuras mais importantes da cena cultural cubana da época.
Usou o pseudônimo Yara até seu casamento em 1866, com o botânico cubano Sebastián Alfredo de Morales (1823-1900). Com apoio do marido passou a assinar suas obras com o nome de Catalina Rodríguez de Morales. Teve “memória em grau extraordinário. Sua propensão à contemplação e sua ternura requintada, como se vê em todas as suas composições, nascem, sem dúvida, daquelas impressões que lhe foram transmitidas na juventude” (García, 1926, p. 70).

### Obra
Seu legado remete a sete livros de poemas, também “escreveu duas comédias em verso, uma em dois atos e outra em três, que submeteu ao julgamento de vários estudiosos, que as julgaram favoravelmente”. Essa opinião a coloca como par de Luísa Pérez (1837-1922) , “por sua sensibilidade requintada, pela correção de seus pensamentos e por suas tendências filosóficas, juntamente com seu estilo terno, verdadeiramente poético e florido” (García, 1926, p. 79).
O amor patriótico é evidente na sua poesia, por exemplo, no poema “Ansiedade”, onde, além de sua erudição — mencionando diversas geografias, compara todas as paisagens com as de sua terra natal e cita seus grandes homens e mulheres — ele expressa seu desejo de viajar pelo mundo. Em “Lamentos esdrújulos”, é evidente a ludicidade que caracteriza sua poesia. Esse tipo de composição está ausente na escrita de sua época e é raro na literatura em geral. Esse senso de humor também acontece em “El fatuo afrancesado”, “Epístola a Elisa” e no “El viejo Verde", que retrata o relacionamento entre um velho apaixonado por uma adolescente (Gómez, 2001, p. 264). “Seu gênio poético é prolífico e variado; sua lira foi testada com sucesso em outros tons, e neles ela deu provas de que devia um espírito corajoso à natureza. A magnífica sátira A Elisa, que mais parece obra de um filósofo do que de uma mulher, está repleta de pensamentos sérios e, em mais de uma passagem, nos lembra Jorge Manrique, como o Sr. Poey apropriadamente diz no prólogo do livro”(García, 1926, p. 71).
Sua produção literária estendeu-se além das fronteiras de Cuba. Durante uma viagem à Europa em 1876, motivada pela perseguição política ao seu marido (Gómez, 2001) colaborou na revista espanhola Moda Ilustrada, sediada em Cádiz também conhecida como La Moda Elegante Ilustrada (1842-1927) , fundada por Abelardo de Carlos y Almansa (1822- 1884 ). Em 1882 assumiu a direção da revista El Álbum de Matanzas, consolidando sua influência na divulgação nacional e internacional da literatura cubana (Instituto de Literatura y Lingüística de la Academia de Ciencias de Cuba, 1999).
- Al Trabajo     (1865), “um longo poema composto por sessenta e uma oitavas reais.     Quatrocentos e oitenta e oito versos, divididos em dois cantos. [...] Esta     extensa composição celebra a laboriosidade, ─da obra de Deus à flora e à     fauna─ e demonstra a erudição de seu autor. Discute, entre outros tópicos,     inventores norte-americanos, ingleses e franceses; deuses e figuras     latinos, gregos e bíblicos; cidades antigas europeias e africanas;     pintores renascentistas; e escritores antigos. [...] Perto do fim, o poema     canta para a pátria e nomeia a Safo e Corina dois poetas gregos com os     quais deseja se comparar” (Gómez, 2001, p. 260. Este foi     premiado no concurso “Juegos Florales” de 1865 no Liceu de     Matanzas, consolidando-se como a primeira em concorrer e conquistar esse     prêmio literário (García, 1926[2]).

- Hijo único. Comedia de costumbres, en dos actos y en     verso. Matanzas, Imp. Aurora del Yumurí, 1884. Apenas essa obra     sobrevive na atualidade. De tradição dramática burguesa, seus personagens e dilemas familiares refletem o teatro cômicocubano da segunda metade do século XIX.

- Libro de las niñas. Instrucción. Educación.     Moral. Lectura amena adaptada a las niñas que asisten a los Colegios de la     enseñanza, escrita expresamente para este objeto por [...] poetisa     laureada en los Juegos Florales. La Habana, Editor E. Fernández     Casona, 1892. “Contém dez narrativas, todas voltadas para a formação das     mulheres desde a infância” (Gómez, 2001, p. 281[1]).
- Poesías. Pról. de D. Felipe Poey. Matanzas, Imp. Aurora del Yumurí, 1866. “Obra publicada quando tinha 30 ou 31 anos, critica a escravidão em Cuba”. No “El amo i la esclava” “defende uma     mãe que exige seu filho do senhor. O texto demonstra a coragem da poetisa,     que descreve o homem branco como um ser sem coração, que, ao final do     poema, mata o escravizado”. Essa preocupação com os marginalizados, neste     caso, as mulheres, se observa também em “El canto de la mendiga” (Gómez,     2001, p. 272[1]). “Foi a primeira a cantar em versos a abolição da escravidão no soneto "Redenção", publicado em 16 de outubro     de 1886 no jornal havanês El País, órgão oficial do Partido Liberal Autonomista. O texto não se destaca por sua originalidade, mas como um     documento literário que marca o fim dessa instituição lamentável, não     graças à generosidade da Pátria, mas como consequência da crise gerada pela Guerra dos Dez Anos” (Méndez Martínez, 2019, p. 26[3]).
- Poesías y obras dramáticas de la poetisa cubana Yara.  Caracas, 1872.
- Impresiones de un viaje por Colombia (1875).
- Poesías líricas. Con un prólogo de Dognino. Maracaibo (Venezuela),1878.
- A J. J. Milanes (1881). Ed. José Jacinto Milanés. Album milanés: colección de producciones literarias en verso i  prosa. Matanzas: Imprenta La Nacional. 8-10.
- Las glorias de Bolívar. Bogotá [s.a.]. (1906).
- “Salutación a la madruga.” Ed. Adrián del     Valle. El parnaso cubano. Barcelona: Maucci, 1906. 171-72.
- Ed. Antonio González Curquejo. Florilegio     de escritoras cubanas. Tomo 2. La Habana: Aurelio Miranda,  169-84.(1913).
- Ed. Domitila de     García de Coronado. Álbum poético-fotográfico de escritoras poetisas  cubanas, escrito en 1868 para la señora Doña Gertrudis Gómez de     Avellaneda. La Habana: Imprenta de El Fígaro. (1926).182-88.
- La despedida á mi hogar (1968), poema.
- A la luna (fragmentos). Eds. Cintio Vitier and Fina García Marruz. Flor oculta de poesía cubana. Siglos XVIII y XIX. La Habana: Editorial Arte y Literatura. (1978). 205-7.
- Poesía. Selección. Alicante: Biblioteca Virtual Miguel de Cervantes. (1999).
- “El delirio.” Ed. Jabier H. Pizarroso. La voz de la manigua. Sevilla: Mono Azul Editora. (2008).110-121.

1. 1 2 3 4  «La mujer en defensa de la mujer: voces femeninas del romanticismo cubano (Poesía y cuento)». [Consulta: 11 agost 2025].
2. 1 2 3 4  «“Catalina Rodríguez.” Álbum poético-fotográfico de escritoras y poetisas cubanas escrito en 1868 para la señora Doña Gertrudis Gómez de Avellaneda». [Consulta: 11 agost 2025].
3. ↑  «Guerreros y desterrados.». [Consulta: 11 agost 2025].